# Gewim
Gewim (hebr. גבים) – kibuc położony w samorządzie regionu Sza’ar ha-Negew, w Dystrykcie Południowym, w Izraelu.
Leży w północno-zachodniej części pustyni Negew, w pobliżu Strefy Gazy.
Członek Ruchu Kibuców (Ha-Tenu’a ha-Kibbucit).

## Historia
Kibuc został założony w 1947 przez członków Palmach pod nazwą Sede Akiwa. Podczas wojny o niepodległość 1948 został wybrany na główną kwaterę dowództwa Sił Obronnych Izraela. Po wojnie zmieniono nazwę kibucu na obecną.

## Gospodarka
Gospodarka kibucu opiera się na intensywnym rolnictwie. Znajduje się tam także zakład tworzyw sztucznych.

## Komunikacja
Przy kibucu przebiega droga ekspresowa nr 34  (Jad Mordechaj-Netiwot).